# Броненосці
Броненосці (Cingulata) або броненосцеподібні (Dasypodiformes) — ряд панцирних неповнозубих плацентарних ссавців Нового Світу. Етимологія: лат. cingulum — «пояс». У сучасній фауні броненосців представляють дві родини 9 родів і 22 види. Вимерлі родини об'єднували значно більших ніж сучасні тварин. Найбільші з них гліптодонти були понад 3,3 м завдовжки і важили до 2 тонн.

## Історія
Згідно з молекулярно-генетичними дослідженнями, неповнозубі відокремилися від інших вищих ссавців приблизно 103 мільйони років тому в кінці нижньої крейди. Броненосці виділилися на початку палеоцену приблизно 65 мільйонів років тому. Броненосці вперше були задокументовані у скам’янілостях у верхньому палеоцені, приблизно 58 мільйонів років тому. Ряд виник в Південній Америці й через ізоляцією континенту залишалися там протягом більшої частини кайнозою. Проте, формування сухопутного моста дозволило членам всіх трьох родин мігрувати на південь Північної Америки під час пліоцену або на початку плейстоцену. Проживши десятки мільйонів років, дві великі родини, ймовірно вимерли в голоцені, разом з більшою частиною решти регіональної мегафауни, незабаром після колонізації Америки палеоіндіанцями.

## Класифікація
Ряд Броненосці
- родина †Pampatheriidae
  - рід †Holmesina
  - рід †Kraglievichia
  - рід †Machlydotherium
  - рід †Pampatherium
  - рід †Plaina
  - рід †Scirrotherium
  - рід †Tonnicinctus
  - рід †Vassallia
  - рід †Yuruatherium
- родина Dasypodidae
  - рід †Acantharodeia
  - рід †Amblytatus
  - рід †Archaeutatus
  - рід †Astegotherium
  - рід †Astegotherium
  - рід †Barrancatatus
  - рід †Chasicotatus
  - рід †Chorobates
  - рід †Coelutaetus
  - рід †Eocoleophorus
  - рід †Epipeltecoelus
  - рід †Eutatus
  - рід †Hemiutaetus
  - рід †Isutaetus
  - рід †Lumbreratherium
  - рід †Macrochorobates
  - рід †Mazzoniphractus
  - рід †Meteutatus
  - рід †Pedrolypeutes
  - рід †Prodasypus
  - рід †Proeutatus
  - рід †Prostegotherium
  - рід †Pucatherium
  - рід †Punatherium'
  - рід †Stegotherium
  - рід †Stenotatus
  - рід †Utaetus
  - рід †Vetelia
  - підродина Dasypodinae
    - рід †Anadasypus
    - рід Dasypus
    - рід †Nanoastegotherium
    - рід †Parastegosimpsonia
    - рід †Pliodasypus
    - рід †Propraopus
    - рід †Riostegotherium
    - рід †Stegosimpsonia
- родина Chlamyphoridae
  - підродина Chlamyphorinae
    - рід Calyptophractus
    - рід Chlamyphorus
    - рід Chlamyphractus

  - підродина Euphractinae
    - рід Chaetophractus
    - рід †Doellotatus
    - рід Euphractus
    - рід †Macroeuphractus
    - рід †Peltephilus
    - рід †Proeuphractus
    - рід †Paleuphractus
    - рід Zaedyus

  - підродина †Glyptodontinae: глінтодонти
    - рід †Doedicurus
    - рід †Glyptodon
    - рід †Glyptotherium
    - рід †Hoplophorus
    - рід †Panochthus
    - рід †Parapropalaehoplophorus
    - рід †Plaxhaplous

  - підродина Tolypeutinae
    - рід Cabassous
    - рід †Kuntinaru[8]
    - рід Priodontes
    - рід Tolypeutes
- родина †Pachyarmatheriidae
  - рід †Pachyarmatherium

## Морфологія
Мають спинну броню зі зроговілого епідермісу. Голова також вкрита бронею. Гліптодонти також мали важко броньовані хвости; а Doedicurus — булавоподібні клубки на кінцях хвостів, очевидно, що використовувалися для оборонних або войовничих цілей.

## Стиль життя
Більшість броненосців їдять комах та інших безхребетних; деякі з них більш всеїдні і можуть також їсти дрібних хребетних і речовину рослинного походження. Пампатерові, як вважають, були спеціалізовані на травах, й ізотопний аналіз показує, що в раціоні Гліптодонтових переважали трави.